# Bình Nam, Quý Cảng
Bình Nam (tiếng Trung: 平南县, Hán Việt: Bình Nam huyện) là một huyện thuộc địa cấp thị Quý Cảng trong Khu tự trị dân tộc Choang Quảng Tây. Tổng diện tích của huyện là 1.502 km², dân số năm 2010 là 1.422.379 người.

## Phân chia hành chính
Huyện Bình Nam chia ra thành 18 trấn, 1 hương, 2 hương dân tộc:
- Trấn: Bình Nam, Thượng Độ, Đông Hoa, Đan Trúc, Vũ Lâm, Đại An, Trấn Long, Đại Tân, Lục Trần, Bình Sơn, Tự Diện, Đại Pha, Đại Châu, Đại Bằng, Tư Vượng, Quan Thành, An Hoài, Đồng Hòa.
- Hương: Tư Giới.
- Hương dân tộc: Quốc An Dao tộc, Mã Luyện Dao tộc.